# Urocitellus washingtoni
Urocitellus washingtoni là một loài động vật có vú trong họ Sóc, bộ Gặm nhấm. Loài này được A. H. Howell mô tả năm 1938.

## Hình ảnh

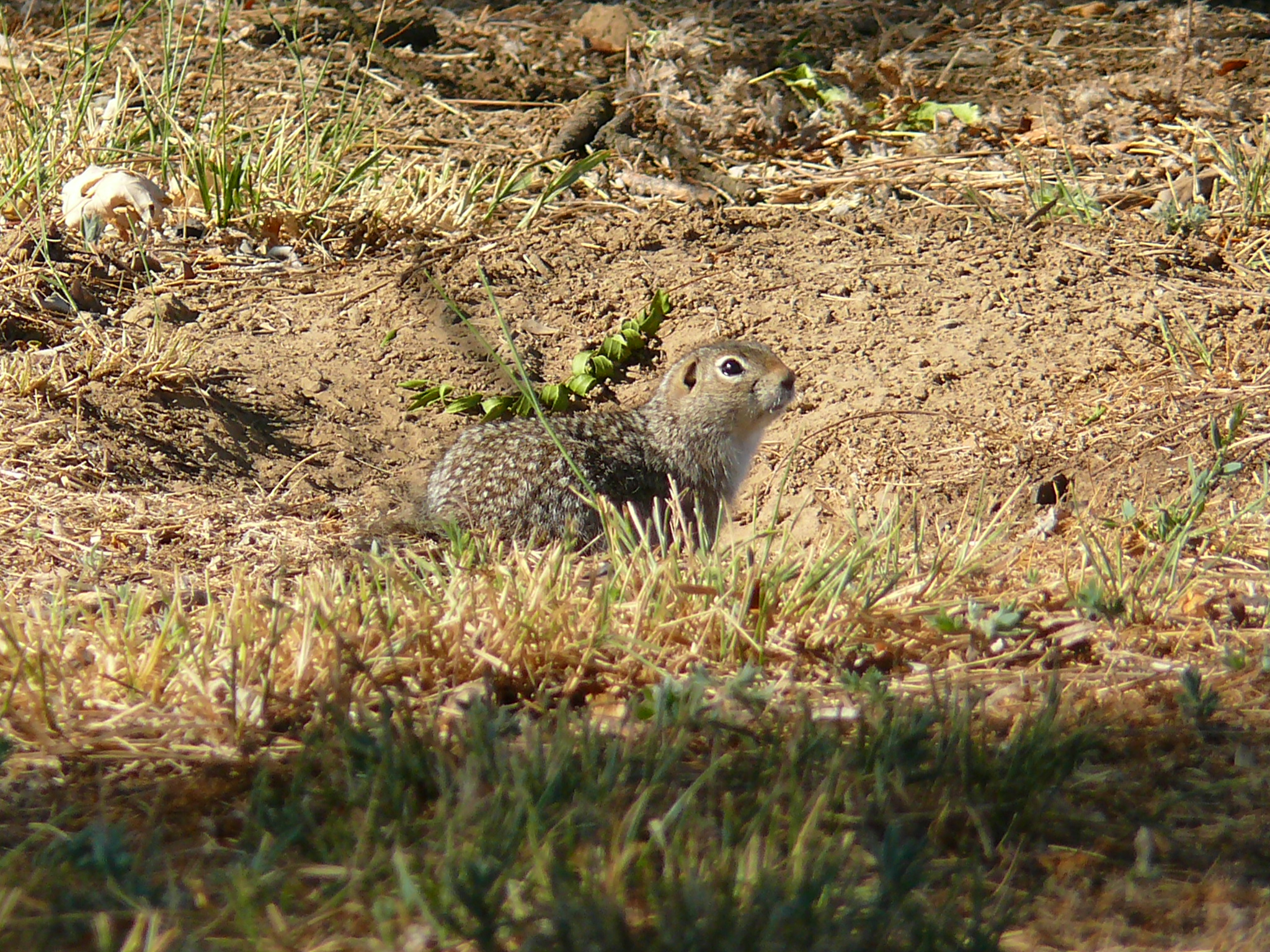
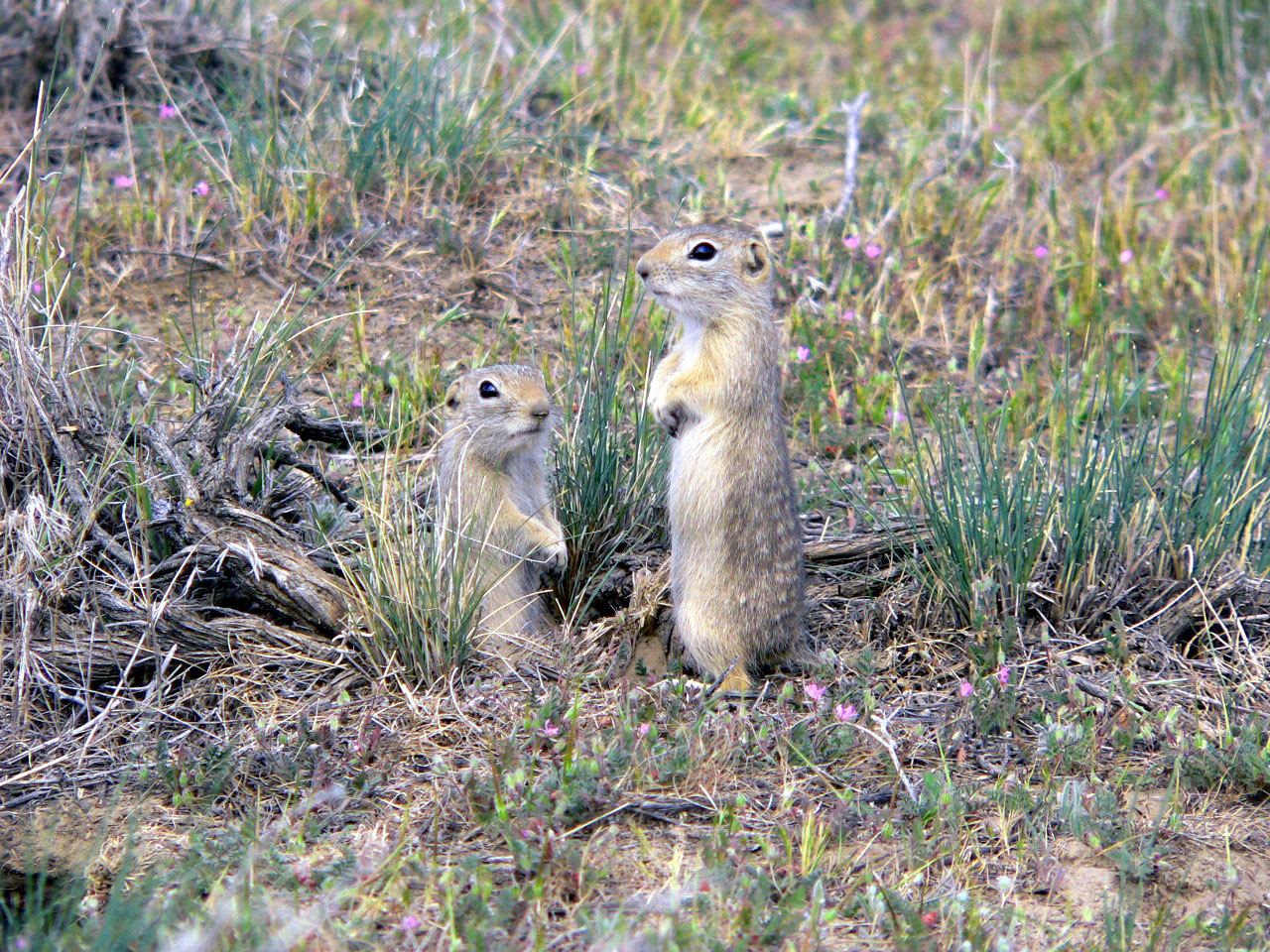